# Bactra diakonoffi
Bactra diakonoffi es una especie de polilla del género Bactra, categorizada en la tribu Olethreutini, de la subfamilia Olethreutinae.

## Distribución
Se distribuye por Arabia.

## Taxonomía
Fue descrita por Amsel en 1958 y publicada en (Bactra), Beit. Naturk. Forsch. SdwDtl. 17: 76.